# Shangrilá (Uruguay)
Shangrilá es un pequeño barrio de Ciudad de la Costa, en el departamento de Canelones Uruguay.

## Ubicación
Se encuentra ubicado en la zona oeste de la ciudad, limita al oeste con el barrio Parque Carrasco, al este con el de San José de Carrasco, al sur con el Río de la Plata, y al norte con la Avenida Giannattasio.
Sus límites son: al oeste Racine, al este calle Cruz del Sur, al sur Río de la Plata y al norte Avenida Giannattasio. El trazado original era una especie de embudo, que partía de la calle Racine (costado del Parque Roosevelt) y el ancho era desde los límites traseros de los solares ubicados sobre Av. del Parque, aproximadamente hasta la calle Ecuador. Allí comenzaba a abrirse hasta llegar a Av. Calcagno.
Por lo referido en el bloque anterior, en parte de su trazado original, el límite norte era lo que hoy se conoce como City Park.
según Google Maps, el barrio limita entre las calles Cruz Del Sur al este, Calcagno al oeste, Avenida de Las Américas al Norte y la rambla costanera/la playa al sur

## Historia
Fue creado en 1946 como balneario por idea de César Della Rosa Bendió sobre 57 hectáreas propiedad de la Sociedad Anónima Hipotecaria de Adquisiciones, Negocios, Inversiones y Locaciones, fraccionadas por el topógrafo Horacio Uslenghi y el agrimensor Oscar W. Sarlanga. Entre 1985 y 1996 su población aumentó un 70%.
Desde el año 1994, el antiguo balneario que conformaba hasta ese momento una única entidad de población, pasó a ser uno de los barrios de Ciudad de la Costa.

### Historia del nombre
El nombre Shangrilá surgió del acrónimo Sociedad Hipotecaria Administradora de Negocios Generales Rentas Inversiones Locaciones Anónimas (S.H.A.N.G.R.I.L.A), nombre de la empresa de capitales argentinos propietaria de los terrenos donde se desarrolló el balneario.
Popularmente se suele adjudicar el nombre Shangrilá al francés[cita requerida] César Della Rosa Bendió que vivió en Montevideo introduciendo el budismo y viajó al Tíbet, Nepal y Bután donde conoció el mito budista de Shangri-La, puerta del reino de Sukavasti o país de la vida eterna y feliz donde habitan todos los budas, que se caracteriza por sus maravillosos paisajes, y porque de tanta paz el tiempo parecía detenerse. Actualmente suele decirse que el último Shangri-La se ubica en los himalayas. El nombre proviene del tibetano y significa Montaña de Shang, pero el único reino budista hasta la fecha es Bután país que muchos definen como Shangrilá. Originalmente Shangrila es la puerta terrestre de Shambhala un reino místico habitado en otros planos por la Tierra Pura de Buda[cita requerida].

## Demografía
El barrio muestra un rápido crecimiento demográfico que acentúa su perfil residencial como extensión del Área Metropolitana de Montevideo.
Según el censo del año 2011, el barrio cuenta con una población de 3 195 habitantes. Posee un área de 1,86 km², y una densidad de 1.718 hab/km². Pero considerando que 0,75 km² (40%) corresponden a áreas no urbanizadas, la densidad real es de 3.474 hab/km².
| 372           | 1 057 | 1 758 | 3 014 | 2 902 | 3 195 |
| (Fuente: INE) |       |       |       |       |       |